# 庫夫拉省
庫夫拉省（阿拉伯语：الكفرة）是利比亞的一個省，位於該國東南部，東臨埃及，東南與蘇丹共和國接壤，南鄰查德。面積483,510平方公里。2003年人口51,433人。首府焦夫。
1. ↑  . statoids.com.   [27 October 2009]. （原始内容存档于2019-11-21）.